# Fayet (Aisne)
Fayet è un comune francese di 582 abitanti situato nel dipartimento dell'Aisne della regione dell'Alta Francia.

## Società

### Evoluzione demografica
Abitanti censiti